# Myrmotherula longicauda
Myrmotherula longicauda là một loài chim trong họ Thamnophilidae.